# Темплтон (Айова)
Темплтон (англ. Templeton) — місто (англ. city) в США, в окрузі Керролл штату Айова. Населення — 352 особи (2020).

## Географія
Темплтон розташований за координатами 41°55′5″ пн. ш. 94°56′30″ зх. д. / 41.91806° пн. ш. 94.94167° зх. д. (41.918114, -94.941568).  За даними Бюро перепису населення США в 2010 році місто мало площу 1,11 км², уся площа — суходіл.

## Демографія
Згідно з переписом 2010 року, у місті мешкали 362 особи в 156 домогосподарствах у складі 107 родин. Густота населення становила 327 осіб/км².  Було 159 помешкань (144/км²).
Расовий склад населення:
| - 98,6 % — білих - 1,1 % — чорних або афроамериканців - 0,3 % — азіатів |

До двох чи більше рас належало 0,0 %. Частка іспаномовних становила 0,3 % від усіх жителів.
За віковим діапазоном населення розподілялося таким чином: 24,6 % — особи молодші 18 років, 56,9 % — особи у віці 18—64 років, 18,5 % — особи у віці 65 років та старші. Медіана віку мешканця становила 43,6 року. На 100 осіб жіночої статі у місті припадало 92,6 чоловіків;  на 100 жінок у віці від 18 років та старших — 89,6 чоловіків також старших 18 років.
Середній дохід на одне домашнє господарство  становив 75 338 доларів США (медіана — 49 375), а середній дохід на одну сім'ю — 90 804 долари (медіана — 56 875). Медіана доходів становила 47 344 долари для чоловіків та 31 667 доларів для жінок. За межею бідності перебувало 10,3 % осіб, у тому числі 9,3 % дітей у віці до 18 років та 16,1 % осіб у віці 65 років та старших.
Цивільне працевлаштоване населення становило 168 осіб. Основні галузі зайнятості: освіта, охорона здоров'я та соціальна допомога — 17,9 %, роздрібна торгівля — 13,7 %, фінанси, страхування та нерухомість — 12,5 %.